# Agrilinus madara
Agrilinus madara är en skalbaggsart som beskrevs av Takeshiko Nakane 1960. Agrilinus madara ingår i släktet Agrilinus och familjen Aphodiidae. Inga underarter finns listade i Catalogue of Life.